# 65583 Theoklymenos
65583 Theoklymenos este o planetă minoră (asteroid) din Asteroid troian al lui Jupiter. A fost descoperită pe 30 septembrie 1973 la Observatorul Palomar de Cornelis Johannes van Houten. 
Obiectul prezintă o orbită caracterizată de o semiaxă mare de 5,2159028021481 UAi, o excentricitate de 0,089, o înclinație de 8,1 ° în raport cu ecliptica.